# Честерег
Честерег (мађ. Csősztelek) је насеље у општини Житиште, у Средњобанатском управном округу, у Србији. Према попису из 2022. било је 879 становника.

## Положај
На Лесно-пешчаној греди северно од Житишта и југозападно од Банатског Карађорђева налази се Честерег. Кроз насеље пролази државни пут IБ реда 12, а до 1963. године пролазила је пруга уског колосека. С обзиром да се Честерег налази на међународном путу и да је изграђен на 83 m надморске висине (неколико метара више од околног терена) може се рећи да Честерег има веома добар положај и локацију.

## Историја
О постојању насеобина на месту данашњег села Честерега, сведоче ископине из доба неолита. Топоним ceztureg (река) први пут помиње писар угарског краља Бале III Анонимус у XII веку. Он је забележио да су угарски војници на походу ка југу после преласка Тисе дошли до реке Цестурег, који се по њему уливао у Бегеј. Касније од основице тог топонима мењањем или додавањем 1-2 слова или као посебан топоним најчешће помиње Csoztelek што се може превести као насеље пољских чувара.
Први становници су били Мађари, а потом, за време аустро-турских ратова село је потпуно опустело. На карти из 1723. године забележено је као ненасељена пустара. 1800-те године пустару је купио земљопоседник Јозеф Чекоњић, који је у место доселио Мађаре из Чонградске жупаније.
До Честерега су у лето 1863. године стигли скакавци. Правили су штету усевима ноћу, кад захлади, а дању би попадали по земљи. Народ је метлама тада по дану скупљао и уништавао ту штеточину. Дневно је по 300 кибли скакаваца било убијено и закопавано у земљу (јаме).
Немци се такође досељавају почетком XIX века. Прославили су маја 1929. године "стогодишњицу" од досељавања. Село је предвођено кнезом Фердинандом Хегером организовало велику свечаност. Вредни немачки наполичари су неплодно ритско земљиште претворили у плодно и уређено. Прво су узимали земљу у закуп од грофа Чекоњића, крајем XIX века економски ојачани откупљују земљу од Чекоњића.
Од 1950. до 1955. године село је носило назив Кардељево.

## Демографија
Према попису од 1869. године у Честерегу је забележено 2.005 становника. За разлику од већине насеља у општини где становништво стагнира или опада, током XIX века у Честерегу је забележено знатно повећање становништва. Године 1900. забележен је највећи број од 2.767 становника. После Првог светског рата број становника је почео да опада, тако да је 1931. године забележено свега 1982 лица што је за 544 становника мање у односу на 1921. годину. Пред ослободилачком војском су сви Немци избегли, пошто су углавном сарађивали с окупатором. Само је једна породица сарађивала с покретом отпора. На немачка имања су се населили колонисти, по завршетку Другог светског рата, током 1945-1946. године, из Босне и Херцеговине. Тада се знатно повећао број становника.
У насељу Честерег сада живи 1128 пунолетних становника, а просечна старост становништва износи 41,8 година (40,0 код мушкараца и 43,4 код жена). У насељу има 511 домаћинстава, а просечан број чланова по домаћинству је 2,72.
Ово насеље је насељено Србима (према попису из 2002. године), а у другој половини 20. века је присутан константан пад у броју становника.
|  |

| Демографија | Демографија | Демографија |
| Година      | Становника  | Становника  |
| ----------- | ----------- | ----------- |
| 1948.       | 2.296       |             |
| 1953.       | 2.248       |             |
| 1961.       | 2.101       |             |
| 1971.       | 1.766       |             |
| 1981.       | 1.581       |             |
| 1991.       | 1.465       | 1.445       |
| 2002.       | 1.391       | 1.472       |
| 2011.       | 1.113       |             |
| 2022.       | 879         |             |

| Етнички састав према попису из 2002.‍ | Етнички састав према попису из 2002.‍ | Етнички састав према попису из 2002.‍ | Етнички састав према попису из 2002.‍ | Етнички састав према попису из 2002.‍ |
| ------------------------------------ | ------------------------------------ | ------------------------------------ | ------------------------------------ | ------------------------------------ |
|                                      |                                      |                                      |                                      |                                      |
| Срби                                 | Срби                                 |                                      | 1.294                                | 93,02%                               |
| Роми                                 | Роми                                 |                                      | 27                                   | 1,94%                                |
| Хрвати                               | Хрвати                               |                                      | 15                                   | 1,07%                                |
| Југословени                          | Југословени                          |                                      | 14                                   | 1,00%                                |
| Мађари                               | Мађари                               |                                      | 11                                   | 0,79%                                |
| Црногорци                            | Црногорци                            |                                      | 2                                    | 0,14%                                |
| Македонци                            | Македонци                            |                                      | 2                                    | 0,14%                                |
| Словенци                             | Словенци                             |                                      | 1                                    | 0,07%                                |
| непознато                            | непознато                            |                                      | 6                                    | 0,43%                                |

| Година пописа     | 1948. | 1953. | 1961. | 1971. | 1981. | 1991. | 2002. |
| ----------------- | ----- | ----- | ----- | ----- | ----- | ----- | ----- |
| Број домаћинстава | 412   | 446   | 479   | 489   | 535   | 520   | 511   |

| Број чланова      | 1   | 2   | 3  | 4  | 5  | 6  | 7 | 8 | 9 | 10 и више | Просек |
| ----------------- | --- | --- | -- | -- | -- | -- | - | - | - | --------- | ------ |
| Број домаћинстава | 130 | 135 | 87 | 96 | 45 | 10 | 4 | 3 | 1 | 0         | 2,72   |

| Пол    | Укупно | Неожењен/Неудата | Ожењен/Удата | Удовац/Удовица | Разведен/Разведена | Непознато |
| ------ | ------ | ---------------- | ------------ | -------------- | ------------------ | --------- |
| Мушки  | 570    | 180              | 336          | 39             | 14                 | 1         |
| Женски | 618    | 103              | 343          | 148            | 24                 | 0         |
| УКУПНО | 1.188  | 283              | 679          | 187            | 38                 | 1         |

| Пол    | Укупно                    | Пољопривреда, лов и шумарство | Рибарство                            | Вађење руде и камена | Прерађивачка индустрија       |
| ------ | ------------------------- | ----------------------------- | ------------------------------------ | -------------------- | ----------------------------- |
| Мушки  | 252                       | 48                            | 0                                    | 10                   | 102                           |
| Женски | 181                       | 22                            | 0                                    | 0                    | 94                            |
| УКУПНО | 433                       | 70                            | 0                                    | 10                   | 196                           |
| Пол    | Производња и снабдевање   | Грађевинарство                | Трговина                             | Хотели и ресторани   | Саобраћај, складиштење и везе |
| Мушки  | 9                         | 27                            | 8                                    | 10                   | 13                            |
| Женски | 0                         | 1                             | 24                                   | 4                    | 2                             |
| УКУПНО | 9                         | 28                            | 32                                   | 14                   | 15                            |
| Пол    | Финансијско посредовање   | Некретнине                    | Државна управа и одбрана             | Образовање           | Здравствени и социјални рад   |
| Мушки  | 0                         | 3                             | 14                                   | 5                    | 2                             |
| Женски | 2                         | 1                             | 8                                    | 12                   | 10                            |
| УКУПНО | 2                         | 4                             | 22                                   | 17                   | 12                            |
| Пол    | Остале услужне активности | Приватна домаћинства          | Екстериторијалне организације и тела | Непознато            | Непознато                     |
| Мушки  | 1                         | 0                             | 0                                    | 0                    | 0                             |
| Женски | 0                         | 0                             | 0                                    | 1                    | 1                             |
| УКУПНО | 1                         | 0                             | 0                                    | 1                    | 1                             |